# Montadó
Montadó és una entitat de població del terme municipal d'Isona i Conca Dellà, pertanyent a l'antic terme de Benavent de Tremp. Actualment és a prop del seu total despoblament, ja que només dues masies romanen habitades, totes dues lluny del nucli antic. Fins al segle xix està també documentada la forma Montodó.
Forma un enclavament de 5,33 km² separat de la resta del terme, tant respecte del municipi actual com de l'antic. Està situat en el vessant sud de la Serra del Montsec -pertany, per tant, geogràficament, a la Noguera-, i antigament s'havia relacionat molt amb Meià. Queda envoltat pels termes municipals de Gavet de la Conca, del Pallars Jussà, al nord, d'Artesa de Segre, de la Noguera, a llevant, i de Vilanova de Meià, també de la Noguera, a ponent.
Aquest poble, a l'obra de Pascual Madoz és esmentat dins del districte municipal de Sant Salvador de Toló, i hi apareix amb el nom de Montodó o Montedó (una vegada de cada manera). S'hi diu que té un clima una mica fred i bastant sa, i que té 7 cases de construcció molt dolenta distribuïdes pel terme, i la capella de santa Anna. S'hi esmenten 18 veïns (caps de família) i 92 ànimes (habitants). La seva pertinença a la parròquia de Santa Margarida de Benavent de la Conca devia fer que a la segona meitat del segle xix passés del terme de Sant Salvador de Toló al de Benavent de Tremp, des del qual s'integrà en el d'Isona i Conca Dellà.

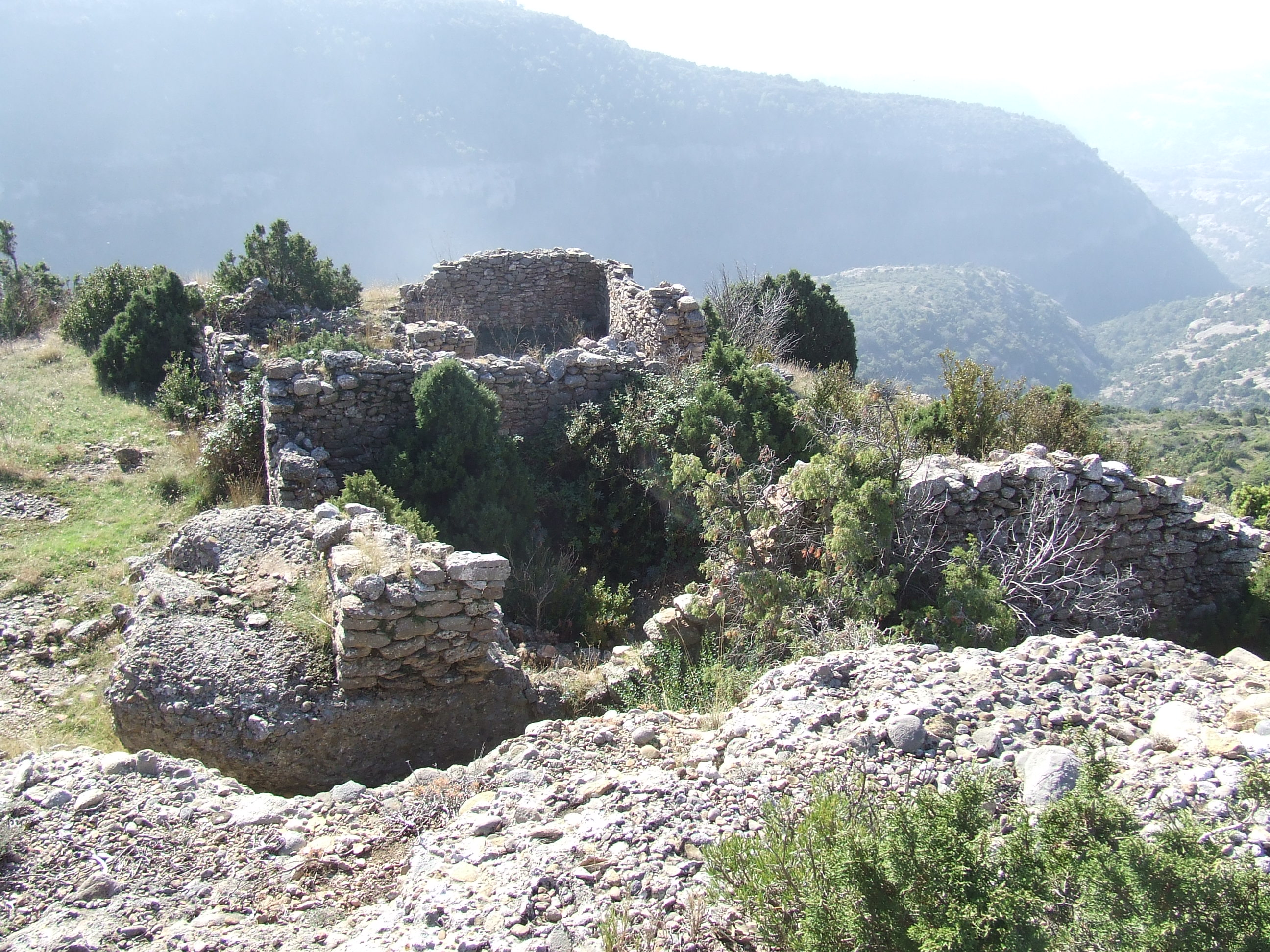
Les ruïnes de les cases de Montadó

El poble de Montadó està del tot abandonat, actualment, i pot costar de trobar. És accessible per una pista que surt cap al sud de la carretera L-911 (Coll de Comiols - Sant Salvador de Toló) poc abans d'arribar al km. 1. Seguint per aquesta pista, al cap de poc més d'un quilòmetre cap agafar el trencall de l'esquerra (el de la dreta està tallat amb una cadena al cap de poc), i seguir sempre cap al sud, fins a arribar a la Casa Blanca. Des d'ella, cal anar a cercar la pista cap a les ruïnes del Clotar, i continuar pista avall fins que es fa perdedora al cap d'un serrat. Cal anar a buscar el fons de la vall per un corriol a penes visible, fins al punt que sovint cap improvisar, travessar-lo cap al sud-oest, i seguir el vessant de llevant de la carena que ve de Cal Castellí. Per trobar el poble i l'església de Santa Anna cal anar a buscar l'extrem d'aquesta carena.
Aquest poble, ran de cinglera, constitueix un excel·lent mirador sobre la Noguera i la zona de Comiols. Per això no són d'estranyar els seus vincles amb Meià.
La seva església és dedicada a santa Anna és una església romànica, i havia depès del priorat de Meià. Havia tingut categoria de parròquia. Una altra església es trobava en el mateix poble: sant Miquel, però és difícil de reconèixer actualment, ja que només en romanen uns munts de pedres i unes filades de paret.
Dins de l'enclavament hi havia, a més del poble de Montadó, les masies de Cal Castellí, la Casa Blanca, el Clotàs i els Pletius. Només les dues primeres són habitades i en bon estat.
Al sector sud-occidental del terme, a prop de Montadó, al Serrat de la Cova, que en part és termenal amb Vilanova de Meià hi ha dues coves interessants: la cova de Montadó de Dalt i la de Montadó de Baix. Aquestes dues coves -o balmes, de fet- són llocs que en temps prehistòrics degueren acollir el poblament de la zona, els mateixos pobladors que bastiren el dolmen de Montadó, del qual només resta un munt de pedres.
El dolmen de Montadó és d'una cambra simple rectangular, i és situat a 42° 0′ 21″ N, 1° 4′ 25″ E / 42.00583°N,1.07361°E, a la Serra de Comiols, prop de l'extrem nord-oest d'aquest enclavament. Per arribar-hi, cal seguir quasi dos quilòmetres la pista que mena a Cal Castellí i Montadó des de la carretera de Comiols a Sant Salvador de Toló, i anar uns 40 metres cap a ponent.
El segle xvii Montadó quedà despoblat, i vers 1660 fou repoblat pel senyor jurisdiccional del lloc, Jeroni Cornet.

## Etimologia
Des del punt de vista etimològic, seguint els estudis de Joan Coromines, Montadó és un híbrid, format a partir de l'arrel llatina del mot montem (muntanya), al qual s'afegeix l'antropònim germànic Odó (Oto, Otonis, ja llatinitzat), amb posterior dissimilació en vocal neutra de la primera o d'Odó. Cal tenir en compte que fins al segle xix el nom del poble era escrit sovint com a Montodó.